# Барокко (фильм)
«Барокко» (фр. Barocco) — французский художественный фильм Андре Тешине, обладатель трёх премий «Сезар» (оператор, композитор, актриса второго плана) и 6 номинаций на «Сезар». Выпущен в прокат 8 декабря 1976 года. Фильм рассматривается как один из предшественников влиятельного в 1980-е годы во Франции направления, известного как необарокко.

## Сюжет
Действие фильма происходит в Амстердаме. Во время предвыборной кампании заурядному боксёру Самсону предлагают опорочить одного из кандидатов, рассказав историю о том, как он подвергался насилию с его стороны в детстве. В то же время другой кандидат также предлагает большие деньги Самсону за молчание. Самсон решает обмануть обоих, попросту сбежав с деньгами за границу вместе со своей возлюбленной Лаурой. Они договариваются встретиться на вокзале, но Самсона похищают и убивают. Убийца Самсона, удивительно похожий на самого Самсона, начинает охотиться за Лаурой, но потом они влюбляются друг в друга и уже совместно уходят от погонь.

## В ролях
- Жерар Депардье — Самсон / наёмный убийца
- Изабель Аджани — Лаура
- Мари-Франс Пизье — Нелли

## Награды и номинации
| Год  | Премия | Результат | Номинация                    | Номинант или победитель |
| ---- | ------ | --------- | ---------------------------- | ----------------------- |
| 1977 | Сезар  | Победа    | Лучший оператор              | Брюно Нюиттен           |
| 1977 | Сезар  | Победа    | Лучшая актриса второго плана | Мари-Франс Пизье        |
| 1977 | Сезар  | Победа    | Лучшая музыка к фильму       | Филипп Сард             |
| 1977 | Сезар  | Номинация | Лучшая актриса               | Изабель Аджани          |
| 1977 | Сезар  | Номинация | Лучший режиссёр              | Андре Тешине            |
| 1977 | Сезар  | Номинация | Лучший монтаж                | Клоуди Мерлин           |
| 1977 | Сезар  | Номинация | Лучший фильм                 |                         |
| 1977 | Сезар  | Номинация | Лучшая работа художника      | Фердинандо Скарфиотти   |
| 1977 | Сезар  | Номинация | Лучший монтаж звука          | Пол Лайне               |